# Szalwa Natelaszwili
Szalwa Natelaszwili (gruz. შალვა ნატელაშვილი) (ur. 17 lutego 1958 w Duszeti) – gruziński polityk, założyciel i lider Gruzińskiej Partii Pracy. Kandydat w wyborach prezydenckich w 2008 i 2013.